# The Ballad of the Sad Café
Pour plus de détails, voir Fiche technique et Distribution.
The Ballad of the Sad Café est un film britannico-américain réalisé par Simon Callow, sorti en 1991.

## Synopsis
Au début du XXe siècle, dans le sud des États-Unis, Mlle. Amelia est l'excentrique et la rebouteuse de la ville et s'occupe de son neveu Lymon. Celui-ci propose d'ouvrir un café au rez-de-chaussée de leur maison. Son ex-mari Marvin Macy se joint à l'aventure.

## Fiche technique
- Titre : The Ballad of the Sad Café
- Réalisation : Simon Callow
- Scénario : Michael Hirst d'après la pièce éponyme de Edward Albee
- Musique : Richard Robbins
- Photographie : Walter Lassally
- Montage : Andrew Marcus
- Production : Ismail Merchant
- Société de production : Channel Four Films et Merchant Ivory Productions
- Société de distribution : Pyramide Distribution (France)
- Pays :  Royaume-Uni et  États-Unis
- Genre : Comédie dramatique
- Durée : 101 minutes
- Dates de sortie : 
  -  Royaume-Uni : juin 1991
  -  France : 26 août 1992

## Distribution
- Vanessa Redgrave : Mlle. Amelia
- Keith Carradine : Marvin Macy
- Cork Hubbert : Lymon
- Rod Steiger : le révérend Willin
- Austin Pendleton : l'avocat Taylor
- Beth Dixon : Mary Hale
- Lanny Flaherty : Merlie Ryan
- Mert Hatfield : Stumpy McPhail
- Earl Hindman : Henry Macy
- Anne Pitoniak : Mme. McPhail
- Frederick Johnson : Jeff
- Lauri Raymond : Sadie Ricketts
- Joe Stevens : Henry Ford Crimp
- Keith Wommack : Tom Rainey
- Kevin Wommack : George Rainey
- Laura Burns : Molly Kelly

## Distinctions
Le film a été présenté en sélection officielle en compétition lors de Berlinale 1991.